# Anapogonia lyrata
Anapogonia lyrata är en spindelart som beskrevs av Simon 1905. Anapogonia lyrata ingår i släktet Anapogonia och familjen Symphytognathidae. Inga underarter finns listade i Catalogue of Life.